# Comuna Rostan, Șațk
Rostan (în ucraineană Ростань) este o comună în raionul Șațk, regiunea Volînia, Ucraina, formată din satele Hrîpsk, Krasnîi Bir, Pereșpa și Rostan (reședința).

## Demografie
Componența lingvistică a satului Rostan
     Ucraineană (97,33%)
     Belarusă (1,52%)
     Rusă (1,14%)
Conform recensământului din 2001, majoritatea populației satului Rostan era vorbitoare de ucraineană (97,33%), existând în minoritate și vorbitori de belarusă (1,52%) și rusă (1,14%).